# ジョン・フィッツアラン (第6代アランデル伯)
ジョン・フィッツアラン（2世）（John Fitzalan II, 1223年 - 1267年）は、オスウェストリー、クランおよびアランデルの領主。ウェールズ辺境領に領地を持つイングランド貴族であり辺境領主であった。

## 家族
シュロップシャーのオスウェストリーおよびクランの領主ジョン・フィッツアランの息子であり相続人。母イザベルは、第3代アランデル伯ウィリアム・ドービニーとその妻メイベル・オブ・チェスターの娘であった。ジョンは1244年5月26日、21歳で父の領地を手に入れた。
母の兄弟である第5代アランデル伯ヒュー・ドービニーが子がいないまま亡くなった後、1243年にアランデルの城と称号を相続した。これにより、1433年のヘンリー6世の「承認」に基づき、ジョンは遡及的にアランデル伯となったとみなされた。しかしながら、生前、ジョンがアランデル伯の称号を与えられたことはなかった。

## ウェールズの紛争
1257年、ポーウィス王国南部のウェールズ領主グリフィズ・アプ・グウェンウィンウィンは、サウェリン・アプ・グリフィズに対抗するため、オスウェストリー領主に救援を求めた。ジョン・フィッツアランは、カーマーゼンシャーのシメラウ（ナントガレディグ近郊）でウェールズ軍に敗れたイングランド軍の生き残りであった。
1258年、ジョンはウェールズ辺境地帯におけるイングランド軍の主要な指揮官の一人となり、1260年にもウェールズとの更なる戦闘に召集された。ジョンはヘンリー3世と貴族たちの間の争いにおいては最初は貴族派、その後国王派であったが、最終的に王太子エドワードに倣い中道政策をとった。1264年のルイスの戦いでは国王側に付き、捕虜となった。1278年から1282年にかけて、息子たちはウェールズ国境紛争に従軍し、サウェリンの領土を攻撃した。
ジョンはシュロップシャーのホーモンド修道院に埋葬された。

## 結婚
ジョンは、テオバルド・ル・ボティラー（バトラー）とロージア・ド・ヴェルダン（またはローズ、ニコラ・ド・ヴェルダンとクレマンスの娘）の娘モード・ド・ヴェルダンと結婚した。夫妻の間には、以下の子女が生まれた。
- ジョン（1246年 - 1272年） - 長男、アランデル伯
- ジョーン（1267年頃 - 1316年10月6日以降） - リチャード・オブ・コーンウォール（1296年没）と結婚。リチャードは、初代コーンウォール伯・ローマ王リチャード（1209年 - 1272年）（ジョン王の次男）と愛妾ジョーン・ド・バース（通称ド・ヴァレトルト）との間に生まれた庶子である。